# Уэбстер, Уильям
Уильям Хеджкок Уэбстер (англ. William Hedgcock Webster; 6 марта 1924, Сент-Луис, Миссури — 8 августа 2025, Уоррентон, Виргиния) — американский государственный деятель, директор Федерального бюро расследований в 1978—1987 годах и Центрального разведывательного управления в 1987—1991 годах. Первый и на данный момент единственный человек в истории США, который возглавлял и ФБР, и ЦРУ.

## Биография
Родился в Сент-Луисе, в 1947 году окончил Амхерстский колледж (Массачусетс), получив степень бакалавра искусств. В 1949 году окончил Юридическую школу Университета Вашингтона в Сент-Луисе, получив степень доктора юриспруденции. Почетный доктор права Амхерстского колледжа (1975).
В 1943—1946 годах — лейтенант ВМС США. Во время Корейской войны в 1951—1952 годах вновь находился на службе в ВМС в том же звании.
В 1949—1959 годах (с перерывом) занимался частной юридической практикой в Сент-Луисе.
В 1960—1961 годах — прокурор Восточного округа штата Миссури. Затем вновь вернулся к частной юридической практике.
В 1964—1969 годах — член палаты по надзору за соблюдением законности штата Миссури.
В 1970—1973 годах — судья окружного суда Восточного округа штата Миссури.
В 1973—1978 годах — судья апелляционного суда 8-го судебного округа.
С 23 февраля 1978 по 25 мая 1987 года — директор ФБР.
3 марта 1987 года президент Рональд Рейган назначил Уэбстера директором Центральной разведки и главой Центрального разведывательного управления, 19 мая утвержден Сенатом, 26 мая вступил в должность. Возглавлял ЦРУ до 31 августа 1991 года.
Подал в отставку с поста директора ЦРУ 8 мая 1991 года, однако по личной просьбе президента Буша продолжал исполнять обязанности директора до 31 августа.
После выхода в отставку вернулся к частной юридической практике. Работал в вашингтонском офисе юридической компании Milbank, Tweed, Hadley & McCloy, где специализировался на арбитраже, медиации и внутренних расследованиях.
С марта 2002 года являлся председателем Консультативного совета по внутренней безопасности.
Уэбстер являлся членом Американской ассоциации адвокатов, членом Совета Американского института права, членом общества Order of the Coif, членом коллегии адвокатов Сент-Луиса и членом братства Psi Upsilon. Кроме того, он занимал пост председателя Секции корпоративного, банковского и предпринимательского права Американской ассоциации юристов. Является членом Фонда Американской ассоциации адвокатов и почётным членом Американской коллегии судебных адвокатов. В 2009 году Уэбстер был назначен руководителем независимого расследования действий ФБР во время массового убийства на военной базе Форт-Худ.
Роль персонажа, основанного на личности Уильяма Уэбстера (вымышленного директора ФБР Стоддарда Торсена), в криминальной трагикомедии 2013 года «Афера по-американски» исполнил неоднократный лауреат премии «Эмми» Луи Си Кей.
Умер в центре по уходу в Уоррентоне, штат Виргиния, 8 августа 2025 года в возрасте 101 года.

## Личная жизнь
Был женат на Друзилле Лейн Уэбстер (умерла в 1984 году), их брак длился 34 года, у Уэбстеров было трое детей: Друзилла, Уильям Уэбстер-младший и Кэтрин. В 1990 году женился вторично — на Линде Клагстон, супруги Уэбстер проживали в Вашингтоне, округ Колумбия.

## Интересные факты
В 2017 году телефонный мошенник пытался получить с Уэбстера 50 тысяч долларов.